# Campionati africani di ciclismo su strada - Corsa in linea femminile Elite
La Corsa in linea femminile Elite è uno degli eventi disputati durante i Campionati africani di ciclismo su strada. Per la prima volta fu corsa nel 2005. Da quell'anno viene corsa stabilmente, a eccezione del 2014 e del 2020.

## Albo d'oro
Aggiornato all'edizione 2023.
| Anno | Vincitore             | Secondo               | Terzo                    |
| ---- | --------------------- | --------------------- | ------------------------ |
| 2005 | Anke Erlank           | Marissa van der Merwe | Chrissie Viljoen         |
| 2006 | Yolandi Du Toit       | Ronel Van Wyk         | Marissa van der Merwe    |
| 2007 | Marissa van der Merwe | Lynette Burger        | Yolandi Du Toit          |
| 2008 | Cassandra Slingerland | Marissa van der Merwe | Aurélie Halbwachs        |
| 2009 | Lynette Burger        | Cherise Taylor        | Lizanne Naude            |
| 2010 | Lylanie Lauwrens      | Lise Olivier          | Aurélie Halbwachs        |
| 2011 | Ashleigh Moolman      | Cherise Taylor        | Aurélie Halbwachs        |
| 2012 | Ashleigh Moolman      | An-Li Pretorius       | Lise Olivier             |
| 2013 | Ashleigh Moolman      | Vera Adrian           | Wehazit Kedane           |
| 2014 | non disputata         | non disputata         | non disputata            |
| 2015 | Ashleigh Moolman      | Lise Olivier          | Hadnet Kidane            |
| 2016 | Vera Adrian           | An-Li Kachelhoffer    | Kimberley Le Court       |
| 2017 | Aurélie Halbwachs     | Kimberley Le Court    | Charlene Roux            |
| 2018 | Bisrat Ghebremeskel   | Tsega Beyene          | Mossana Debesay          |
| 2019 | Mossana Debesay       | Eyeru Tesfoam Gebru   | Joanna van de Winkel     |
| 2020 | non disputata         | non disputata         | non disputata            |
| 2021 | Carla Oberholzer      | Hayley Preen          | Vera Looser              |
| 2022 | Ebtissam Zayed Ahmed  | Kimberley Le Court    | Awa Bamogo               |
| 2023 | Ese Lovina Ukpeseraye | Awa Bamogo            | Lucie de Marigny-Lagesse |

## Medagliere
| Pos.   | Nazione      | Oro | Argento | Bronzo | Totale |
| ------ | ------------ | --- | ------- | ------ | ------ |
| 1      | Sudafrica    | 11  | 11      | 7      | 29     |
| 2      | Eritrea      | 2   | 0       | 2      | 4      |
| 3      | Mauritius    | 1   | 2       | 5      | 8      |
| 4      | Namibia      | 1   | 1       | 1      | 3      |
| 5      | Egitto       | 1   | 0       | 0      | 1      |
| 5      | Nigeria      | 1   | 0       | 0      | 1      |
| 7      | Etiopia      | 0   | 2       | 1      | 3      |
| 8      | Burkina Faso | 0   | 1       | 1      | 2      |
| Totale | Totale       | 17  | 17      | 17     | 51     |